# آدریانو بافی
آدریانو بافی (ایتالیایی: Adriano Baffi؛ زادهٔ ۷ اوت ۱۹۶۲ ‏(۶۲ سال)) دوچرخه‌سوار اهل ایتالیا است. وی در مسابقات تور دو فرانس و جیرو دیتالیا شرکت کرده است.